# Jekynszy liga
Jekynszy liga – trzecia w hierarchii klasa męskich ligowych rozgrywek piłkarskich w Kazachstanie, będąca jednocześnie jedynym szczeblem rozgrywek regionalnych (III poziom ligowy). Zmagania w jej ramach toczą się cyklicznie (co sezon) systemem kołowym (mecz i rewanż), a przeznaczone są dla 22 (po 11 w każdej z dwóch grup) kazachskich drużyn klubowych. Najlepszy zespół z każdej, z grup uzyskuje awans do Byrynszy ligi.

## Format
Rozgrywki trzeciej ligi składają się z dwóch konferencji – „północno-wschodniej” i „południowo-zachodniej”. W sezonie 2025 biorą w nich udział 22 drużyny. W każdej z grup występuje 11 zespołów. Udział w kazachskiej II lidze mogą wziąć również zespoły rezerwowe drużyn z wyższych lig piłkarskich w kraju.